# Adelita

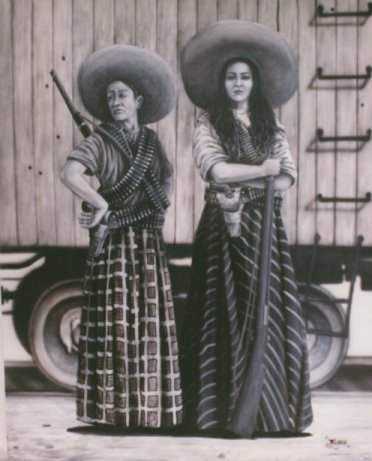
Representación de «adelitas», o soldaderas, de la Revolución mexicana.

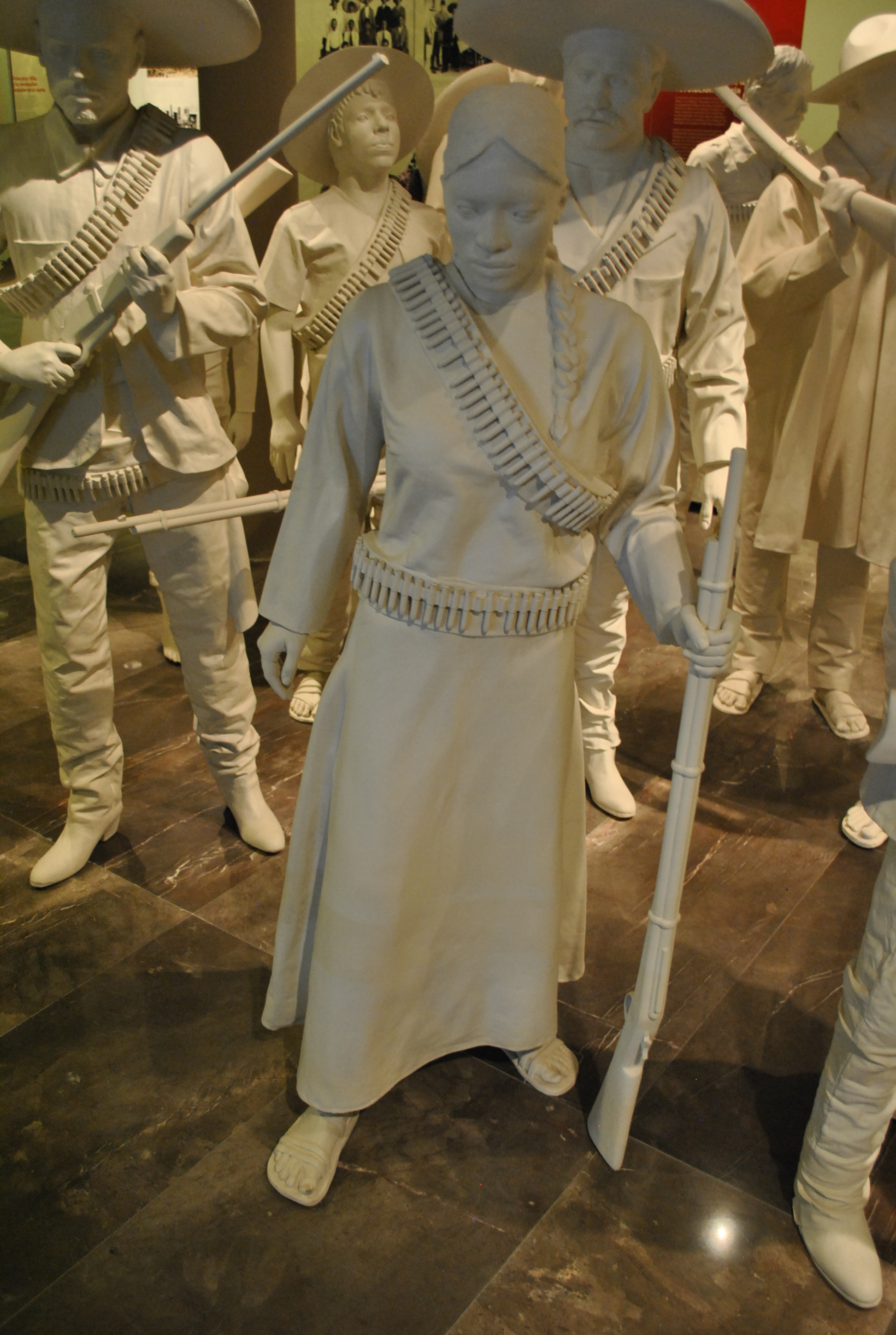
Adelita en el Museo Nacional de la Revolución.

Se conoce como adelitas o soldaderas a las mujeres que participaron en la Revolución mexicana, en los contingentes militares de grupos revolucionarios como soldados, cocineras, enfermeras o ayudantes.
Adela Velarde Pérez fue la mujer cuyo nombre representaría a todas las enfermeras que prestaron sus servicios no sólo para cuidar de los enfermos y heridos durante la Revolución Mexicana, sino para cargar armas, encargarse de los alimentos e incluso participar en batallas si así se requería, según la Secretaría de Cultura.

## Antecedentes
Versiones historiográficas y periodística coinciden en señalar a Adela Velarde Pérez, enfermera oriunda de Ciudad Juárez, como la persona que inspiró el corrido popular «Adelita». Fue nieta de Rafael Velarde, amiga de Benito Juárez, quien dio alojamiento al Benemérito de las Américas en su exilio en Paso del Norte (hoy Ciudad Juárez). En 1914, "Adelita" atendió al soldado herido Antonio del Río Armenta, quien le compuso la famosa canción-marcha.
Adelita atendía a los heridos villistas de la División del Norte, como parte de la Brigada de la Cruz que formó la señora Leonor Villegas de Manón. Al concluir la lucha armada, Adela Velarde Pérez, perfectamente identificada, recibió años después un homenaje como veterana de guerra. 
...<>Es importante señalar que el verdadero autor de la letra de la canción "Adelita" fue Guadalupe Barajas Romero, originario de Huecorio, Municipio de Pátzcuaro, Michoacán, México, sin que haya evidencia de que Adela Velarde Pérez haya sido su musa inspiradora. Familiares del señor Barajas tienen en su poder la letra original firmada por su autor.[cita requerida]
Cada 20 de noviembre, muchas niñas se disfrazan de adelitas como parte de las actividades para la celebración del día de la Revolución mexicana.
Además de la ya conocida Adelita, existen otras soldaderas de relevancia en la historia de la Revolución Mexicana. Tal es el caso de Petra Herrera, quien tuvo que luchar disfrazada de hombre y bajo el seudónimo de Pedro Herrera, pero gracias a sus notables hazañas ganó reconocimiento por parte de sus compañeros de batalla.

## Las mujeres en la Revolución Mexicana
El rol de la mujer dentro de la guerra de la Revolución mexicana (1910-1917) comúnmente es subestimado e incluso no se toma en consideración. Sin embargo, mujeres de todas clases sociales fueron eventualmente involucradas dentro de la guerra revolucionaria. Millones de mujeres fueron afectadas debido a este conflicto armado, en especial aquellas que habitaban en el campo. Estas mujeres no tuvieron otra opción más que unirse a la guerra. Por otro lado, la educación permitió que las mujeres pertenecientes a altas esferas de la sociedad, o que tuvieron acceso a una educación, pudieran participar de una forma nunca antes vista en México: intelectualmente. Ejemplos de mujeres que aportaron intelectualmente a la Revolución fueron la periodista Juana Belén Gutiérrez de Mendoza, la profesora Dolores Jiménez y Muro y por último la secretaria del Presidente Carranza, Hermila Galindo Topete. Juana Belén Gutiérrez de Mendoza, criticaba a Díaz por su ineficacia en ejercer sus obligaciones como gobernante de la nación, pero también acusaba al pueblo de haber fallado en procurar ejercer sus propios derechos. Gutierréz de Mendoza también manifestó su descontento ante las malas condiciones tanto de trato como de salario de los trabajadores mexicanos, acusando a Díaz de ser el culpable. Por otro lado la profesora Jiménez propuso la descentralización de la educación en México, esta proposición fue retomada por Venustiano Carranza.
Para poder entender el importante desarrollo del rol de la mujer dentro de la Revolución mexicana es necesario tomar en cuenta el peso que, en un principio, fue otorgado al ideal de la familia. Pues, en un intento por preservar la unidad tradicional que habían brindado los valores familiares a la sociedad mexicana, resultó necesario no solo salvaguardar esta institución de modo que facilitara la estabilidad familiar y el reclutamiento de más soldados, sino, adaptarla con base en un rol estrictamente sumiso con respecto al creciente rol del paternalismo mexicano. La familia se convertía en el pilar de la nación. Así, el papel de las mujeres fue de cerciorar, a partir de valores católicos, la estabilidad de la familia; en todo momento bajo la autoridad del hombre que, a su vez, brindaba protección y seguridad, mientras que la mujer lo complementaba. La educación y el sometimiento de las mujeres se concretó por medio de talleres hogareños como decoración de interiores, cocina, y costura; esto logró la ausencia del papel de la mujer en asuntos fuera del contexto familiar.
Sin embargo, dentro del contexto revolucionario este papel cambió, debido a la necesidad cada vez más grande de contingentes de guerra. Es así como las mujeres se integran a la lucha armada en el país, y en este punto es importante hacer una clara distinción entre las “Soldaderas” y combatientes del género femenino, así como los arreglos y variadas razones que las impulsaron a la lucha dentro de las diferentes facciones militares que se desarrollaron en la Revolución. Dentro de los diferentes grupos revolucionarios se encuentran las “Soldaderas”, mujeres que eran reclutadas bajo el sistema de leva para hacer frente a las guerrillas revolucionarias o incluso algunas veces, algunas mujeres acompañaban a sus maridos a la guerra por voluntad propia; pero la realidad es que muchas veces su papel se limitaba a proveer alimentos a las tropas y quedaban fuera de la logística de guerra.
En contraste las organizaciones Maderistas y Orozquistas fueron muy diferentes a la Villista, Zapatista o el propio gobierno federal. Los primeros eran grupos formados principalmente por clases medias, peones, desempleados, trabajadores migrantes y campesinos, los cuales recurrieron muy poco a las mujeres en su lucha. Pese a esto, personajes como “La Coronela” Carmen Parra quien se unió a Madero en la primera lucha de Cd. Juárez despertaban la creatividad de escritores y diarios, alentando a otras mujeres a participar en la guerra.
En el sur del país a diferencia de tropas Federales, Maderistas o Villistas existía aun una relación estrecha entre pueblos y comunidades, lo que determinó el lugar de la mujer dentro de la facción, las cuales nuevamente ligaban la comunidad con el ejército mediante alimentos. Mientras ellas permanecían en sus hogares el ejército se retiraba a las sierras y brindaba protección a dichas comunidades. Sin embargo, es importante mencionar que muchas veces el mismo ejército Zapatista llegó a explotar a las mujeres laboral y sexualmente. Por otro lado, en el norte las “soldaderas” Villistas y Carrancistas fueron muchas veces forzadas a integrarse a la lucha. Se reconoce que en esta zona, las mujeres involucradas eran pobres de origen rural y urbano, y aunque se conoce poco de su origen étnico (debido a la diversidad), se sabe que eran mestizas o pertenecían a cierta comunidad indígena. Aunque en esta zona paradójicamente las mujeres necesitaban al ejército para sobrevivir, debido a los desplazamientos y crisis tanto alimenticias como económicas que habían azotado al país previo a la revolución, la lucha armada se presentaba como la única opción para obtener alimentos, seguridad e incluso (en caso de triunfo) la oportunidad de ejercer sus derechos.
Las mujeres soldado, al igual que los hombres, arriesgaron su vida. Pero se cuestiona mucho si lo que las llevó a hacerlo era la ideología revolucionaria u otras razones. Muchas mujeres vieron como atacaban a sus familias por lo que decidieron unirse a la lucha armada simplemente por seguridad, se sentían más seguras si estaban armadas en un campo de batalla que en sus casas propensas a ser víctimas de la violencia de los grupos revolucionarios.
Otras mujeres decidieron unirse a la lucha porque sus familiares, ya sean esposos, hermanos o padres, eran soldados u oficiales. Cuando sus familiares morían ellas tomaban sus cargos.
Como la coronela Rosa Badillo que era esposa de Pedro Casas y tomó su cargo cuando éste murió. Hubo también algunas que eran criminales. María de la Luz Espinoza Barrera había matado a la amante de su esposo cinco años antes de unirse al movimiento revolucionario. Margarita Neri era fugitiva por haber matado a su esposo y se unió a los Zapatistas.
La mayoría de las mujeres soldado eran de una clase más alta que las soldaderas. La Güera Carrasco tenía una gran fortuna e incluso financió al ejército Carrasco. Carmen Vélez, luchó en Tlaxcala con un ejército compuesto de los peones de su hacienda. Chiquita, una mujer soldado del Ejército Federal, estudió en Estados Unidos y Francia. Si las mujeres soldado eran buenas en batalla podían subir de rango, al igual que los hombres. Una gran mayoría llegó a ser capitanas y coronelas. La gran diferencia entre las soldaderas y las mujeres soldado es que las soldaderas raramente tomaban las armas. Eran las mujeres soldado las que tomaban las armas y luchaban en el frente, aunque también realizaban otras funciones. Chiquita fue reconocida por su papel de espionaje y realizó operaciones impresionantes en las cuales robó papeles y documentos importantes. Entró a las filas de Jiménez en el tiempo de la rebelión de Orozco, fingiendo ser una enferma entrenada y estuvo curando heridos un tiempo hasta que un día se escabulló robando documentos de Orozco.
Juana Ramona viuda de Flores participó en la toma de Culiacán. Carmen Parra de Alanís se unió al movimiento antirreeleccionista y fungió como correo de Francisco I. Madero, fue parte de las filas Villistas en la importante toma de Ciudad Juárez y además fue correo de Emiliano Zapata. Carmen Vélez destacó por estar al mando de más de trescientos hombres en Hidalgo y Cuauhtémoc. Ángela Gómez Saldaña fue agente confidencial de Zapata, llevaba y traía información a los jefes Zapatistas sobre las acciones federales y conseguía armas. Petra Herrera junto con otras cuatrocientas mujeres tomó parte de la segunda batalla de Torreón y formó su propia brigada de 25,000 mujeres.

## Historieta
En 1936, José G. Cruz creó la serie Adelita y las guerrillas, una serie popular del cómic mexicano durante los años cincuenta.